# Loki

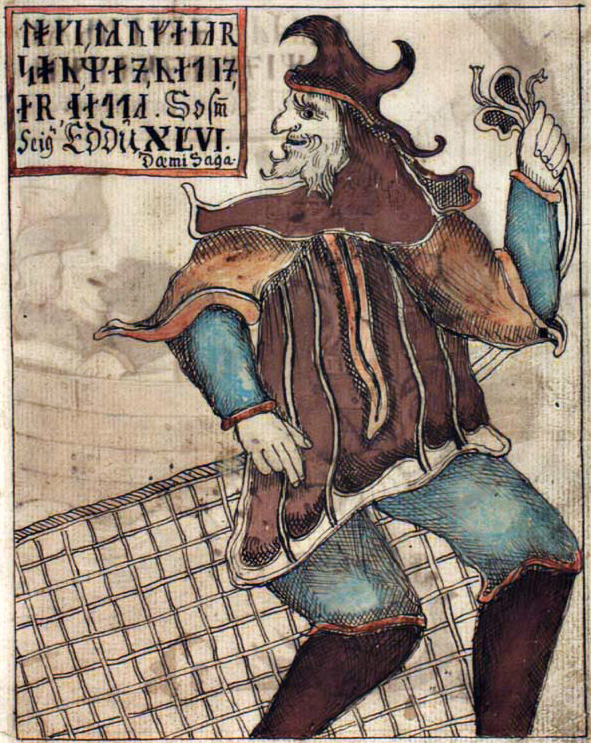
Abbildung von Loki mit einem Fischernetz aus der isländischen Eddahandschrift NKS 1867 4to von Ólafur Brynjúlfsson (1760)

Bild des in Ketten gelegten Loki aus der Parish Church von Kirkby Stephen.

Loki (auch altnordisch Loptr, Hveðrungr) ist eine Figur aus der nordischen Mythologie, besonders aus der eddischen Dichtung des Snorri Sturluson bekannt. Die literarischen Quellen zur Figur des Loki sind neben der Prosa-Edda und der Lieder-Edda, darunter etwa den Lokasenna („Lokis Zankreden“), auch die Werke der Skaldendichtung. Lokis Abstammung ist in der Forschung umstritten. Einige Forscher rechnen Loki aufgrund seiner väterlichen Abstammung den Jötnar zu. Gleiches ließe sich über Odin sagen, der wiederum mütterlicherseits von einem Jöten abstammt. Loki wird in den Quellen nirgends den Jötnar zugeordnet, allerdings explizit ein Ase genannt. Anders als den anderen Asen kam Loki keine Verehrung zu. Es gab weder einen Lokikult noch sind Ortsnamen, die auf Loki Bezug nehmen, in Skandinavien bekannt.

## Etymologie des NamensLoki
Die Bedeutung seines Namens ist ungesichert und wahrscheinlich eine Kurzform zu Loptr, was altnordisch „der Luftige“ oder „Luftgott“ bedeutet. Dieser Ausdruck ist jedoch eher im Sinne von „Luftikus“ zu verstehen. Vielleicht liegt auch das altnord. lúka zu Grunde, das „schließen“ bedeutet, was auf seine Rolle bei Ragnarök hinweist. Loki ist nicht identisch mit dem Feuerriesen Logi.

## Rolle und Funktion
Loki ist zwar schön und anmutig in der Gestalt, aber er ist unbeständig, heimtückisch und übertrifft in seiner Schlagfertigkeit und seinem Witz sogar Odin (Gott der Redegewandtheit und Klugheit). Er ist amoralisch, streitsüchtig und unloyal. Er hat kein Gefühl für seine Würde oder die von anderen, verrät andere, um sich selbst zu retten, denunziert und lügt.
Loki hat keine wirkliche Funktion. Zwar rettet er die Götter aus schwierigen Situationen, die er jedoch meist selbst herauf beschworen hat. Bei Ragnarök soll er dann endgültig auf der Seite der Riesen und der Feinde Asgards und der Götter stehen.
Loki kam im Gegensatz zu den anderen Asen keine Verehrung zu. Bei Loki handelt es sich um eine ausschließlich mythologische Figur, die in keiner Beziehung zu den Menschen steht. Innerhalb der Mythologie ist Lokis Rolle wechselhaft. Seine Handlungen fallen mal zu Gunsten der Asen aus und ziehen den Tod der Jötnar nach sich, manchmal zu Ungunsten der Götter und im Interesse der Jötnar. Nach der Snorra-Edda tötet er auch den Asen Balder.
In der Lokasenna tritt Loki als Ankläger auf. Hierbei handelt es sich wahrscheinlich um eine Geschichte, die unter christlichem Einfluss entstanden ist, aber auf älteren Mythen und Sagen aufbaut. Hier zeigt Loki diverse, aus christlicher Sicht betrachtet, moralische Vergehen der Götter auf, womit die Moral der Götter wahrscheinlich neu bewertet werden sollte.
Loki gilt als Trickster und Possenreißer der nordischen Mythologie. Im 18. Jahrhundert wurde Loki häufig die Rolle des Teufels zugeschrieben, der sich als Freund der Götter ausgibt, um sie zur Ragnarök heimtückisch zu hintergehen. Dabei wurde auch auf die irrtümliche Gleichsetzung zwischen Logi, dem Feuerriesen, und Loki aufgebaut.
Die Gleichsetzung des Feuerriesen mit Loki beruht auf einem Missverständnis, und die Deutung Lokis als Antagonist der Götter erweist sich als einseitig. In vielen Geschichten tritt Loki als nützlicher Verbündeter und Freund der Götter auf. Ihm verdanken die Asen viele ihrer Gegenstände und Attribute, darunter auch Mjölnir und Sleipnir. Erst mit dem Nahen Ragnaröks verschlechtert sich Lokis Beziehung zu den anderen Asen.
In färoischen Volksliedern tritt Loki durchaus als ein wohltätiger, kluger und menschenfreundlicher Gott an Thors Seite auf. Seine Klugheit hilft denen, die nicht mehr weiterwissen. Der Beginn des Übergangs zum Bösen lässt sich hier schon erkennen, da Thor ihm schon offen misstraut und ihn auch als „Lügner“ bezeichnet.
In Erzählungen vom Utgarda-Loki tritt der Gott als Gaukler an Odins Hof auf. Seine Streiche, deren Opfer er am Ende teilweise selbst wird, dienen zur Erheiterung der anderen Götter. Es vollzieht sich durch die Mythen eine Wandlung vom Helfer, Possenreißer und Hofnarren zum Gegenspieler und schließlich zum Feind der Götter.
Yvonne S. Bonnetain interpretiert Lokis Rolle als „Beweger der Geschichte“, der den Göttern neutral gegenübersteht und lediglich die Geschichte vorantreibt. Dabei wandele sich nicht Loki, sondern die Meinung der Götter über ihn.
Eine richtige Bestimmung oder Einordnung der Figur des Loki ist kaum möglich aufgrund der verschiedenen Aporien und Antinomien der literarischen Quellen. Doch darin liegt vielleicht die eigentliche Persönlichkeit des Loki, in der Komplexität und seiner Widersprüchlichkeit auf Grundlage der literarischen Quellenlage.
Loki-Erzählungen besitzen eine Familienähnlichkeit, d. h. man weiß, wie die Geschichte funktionieren wird, wenn Loki auftaucht.

## Lokis Beziehung zu anderen Figuren
In der Snorra-Edda ist Loki der hübsche und hinterlistige Sohn des Jöten Fárbauti und der Laufey oder Nal. Seine Brüder sind Býleist und Helblindi. Seine Frau ist Sigyn, seine Söhne sind Narfi (auch Nari) und Vali. Sigyn bleibt Loki auch während seiner Bestrafung treu.
In der Gestalt einer Stute gebar er dem Hengst Svadilfari das achtbeinige Pferd Sleipnir, das er Odin schenkte. Des Weiteren geht aus der Lokasenna hervor, dass er der Blutsbruder Odins ist. Häufig begleitet Loki Thor auf seinen Reisen. In der þrymskviða verhilft Loki Thor seinen Hammer Mjölnir wiederzubeschaffen.
Während Lokis Beziehungen zu Beginn der Welt zu den Asen und Wanen tendenziell positiv und zu den Jötnar tendenziell negativ ausfällt, ändert sich dies gegen das endzeitliche Geschehen hin zu Ungunsten der Götter und im Sinne der Jötnar.
Mit der Jötin Angrboda zeugt Loki den Fenriswolf, die Totengöttin Hel und die Midgardschlange. In Ragnarök ziehen sie gegen die Götter auf. In der Völuspá steuert Loki die Schiffe der Söhne Muspels den Asen entgegen. In der Snorra-Edda steuert der Jöte Hrymr das Schiff Naglfari und Loki führt die Bewohner Helheims und die Thursen an.
Wenn er auch nicht explizit als solcher genannt wird, deutet die Haustlǫng darauf hin, dass Loki schon in früherer Zeit mit den Jötnar in Verbindung gebracht wurde.
Loki und Heimdall sind Feinde und werden sich in der letzten Schlacht in Ragnarök gegenseitig töten.
Loki tötet den Hahn Widofnir mit seiner hergestellten Waffe Läwateinn.

## Baldur und Fesselung Lokis

### Snorra-Edda
Die Snorra-Edda, die als die gängige Version dieser Mythe gilt, bringt die Fesselung Lokis in den Zusammenhang mit dem Tod Baldurs. Nach Snorri Sturluson zerbricht das Verhältnis zu den anderen Asen, nachdem er den Tod Balders absichtlich herbeigeführt hat. Zunächst flüchtet er auf einen Berg, auf dem eine Hütte mit 4 Türen steht (eine für jede Himmelsrichtung). Über diese 4 Türen kann er beobachten, wann seine Verfolger ihn erreicht haben. Tagsüber verwandelt er sich in einen Lachs, der sich in einem Wasserfall oder nahegelegenen Bach aufhält. Abends entwickelte Loki das erste Fischernetz. Eines Tages hört er die Asen (Odin, Thor, Tyr) kommen. Er wirft das Netz in ein Feuer und springt als Lachs in den Bach. Die Asen entdecken das halb verbrannte Netz, erkennen seinen Sinn und knoten nach seinem Vorbild ein neues. Mit diesem Netz treiben sie Loki (als Lachs) in eine Enge und schließlich fängt ihn Thor. Sie bringen Loki und kurz darauf seine Söhne Narfi und Vali in eine Höhle. Die Götter verwandeln dort Vali in einen Wolf, der seinen Bruder Narfi zerreißt. Aus Narfis Gedärmen werden unzerstörbare, mit einem Zauber belegte Fesseln erschaffen. Die Göttin Skadi befestigt aus Rache eine Giftschlange über Loki, aus deren Kiefer unablässig Gift auf ihn tropft. Davor kann ihn seine Gattin Sigyn nur zeitweise mit einer Schale schützen, indem sie sie über ihn hält. Jedes Mal, wenn sie die Schale leeren muss, tropft das Gift auf den hilflosen Loki, der sich vor Schmerzen so aufbäumt, dass die Erde bebt (Erklärung für Erdbeben). Mit dem Beginn von Ragnarök kann Loki sich aus seinen Fesseln befreien und kämpft im Verbund mit den Jötnar und den Toten (aus Helheim) gegen die Götter. Loki stirbt im Zweikampf mit Heimdall, dem Wächtergott des Bifröst. Auch Heimdall stirbt bei diesem Zweikampf.

### Historische Einordnung
Balders Träume und die Völuspá bringen Loki nicht in den Zusammenhang mit der Ermordung Baldurs. Mit einer möglichen Ausnahme der Lokasenna erwähnt lediglich die Gylfaginning Loki als Mörder. Auch wenn die meisten Forscher Loki die Rolle des Mörders zuschreiben, kritisierte Eugen Mogk, dass diese Annahme ausschließlich durch die Snorra-Edda gestützt wird und womöglich auf einer Eigeninterpretation von Snorri Sturluson beruht, die sich aus verschiedenen vorherrschenden Mythen zusammensetzte. Der Kritik an der Vorstellung, bei Loki handle es sich ursprünglich schon um einen antagonistischen Gott, schließt sich auch Anatoly Liberman an. Auf zahlreichen Brakteaten konnte die Abbildung von drei Göttern gefunden werden, die meist als Loki, Baldur und Odin interpretiert werden. Womöglich geben sie Aufschluss über eine ältere Rolle der Götter bei dem Tod Baldurs. Odin habe dem Tod demnach nicht untätig zugesehen, sondern diesen gebilligt. Da keiner der Götter bereit war die Opferung auszuführen, übernahm Loki die Tötung Baldurs. Snorris Bemerkung „Loki gefiele dies schlecht“ könnte ebenfalls ein Rudiment dieser älteren Vorstellung sein.

## Lokis Charakter
Loki ist eine der vielschichtigsten Gestalten des nordischen Pantheons: Einerseits hilft er den Göttern, andererseits spielt er ihnen auch Streiche und hintergeht sie. Dabei macht er von seiner Fähigkeit als Gestaltwandler Gebrauch und erscheint zum Beispiel in der Gestalt eines Lachses oder einer Fliege. Aufgrund dieser ambivalenten Rolle wird er häufig als Trickster-Figur interpretiert. Es gibt viele Geschichten in der Edda, in denen Loki eine Rolle spielt:
- Loki, Thjazi und die Entführung Iduns
- Loki und der Bau von Asgard
- Loki und Thor bei Utgardloki
- Loki und die Kleinode der Götter
- Loki als Räuber des Brisingamens
- Loki und Andvari
- Loki und Baldurs Tod
- Loki und Ragnarök
- Loki und Angerboda
- Loki und Skadi

## Verbreitung in der Wikingerzeit
Der Gott war allgemein wenig beliebt; man benannte seine Kinder nicht nach ihm. Wikingerzeitliche Darstellungen sind entsprechend selten. Eine wurde als Anhänger im Gnesdowo-Hort in Russland gefunden, eine andere auf dem Snaptunstein. Ob die Abbildung auf dem Gosforth-Kreuz in der Grafschaft Cumbria aus dem 9. oder 10. Jahrhundert wirklich Sigyn und den gefesselten Loki darstellt, ist nicht gesichert.

## Richard Wagners Loki
In Richard Wagners Der Ring des Nibelungen taucht die Figur des Loki als Loge auf. Dies geht auf eine Verwechslung Wagners mit dem Riesen Logi (deutsch „Lohe, Flamme“) zurück, der ein Feind Lokis war. Dies wird in der Erzählung von Thor und Utgardaloki berichtet.

## Loki in der modernen Popkultur
- Ab dem 19. Jahrhundert begannen die Darstellungen von Loki zu variieren. Nach Stefan Arvidssen war er manchmal ein dunkelhaariges Mitglied der Fünften Kolonne unter den Asen. Andererseits gibt es Darstellungen von Loki als ein nordischer Prometheus, Bringer der Kulturen.[22]
- Loki taucht in den populären Marvel Comics und Filmen auf und ist ein fester Bestandteil des Marvel Cinematic Universe. Gespielt wird er von Tom Hiddleston und er tritt hier als der Bösewicht oder Anti-Held auf, der v. a. im Konflikt mit seinem Adoptivbruder und Feind Thor steht.[23] Die Figur aus dem Marvel Cinematic Universe (MCU) bekam eine eigene Serie auf der Streaming-Plattform Disney+, die in zwei Staffeln 2021 und 2023 gesendet wurde. Seit Ende dieser Serie ist Loki im MCU der „Gott der Geschichten“ oder auch „lebender Webstuhl der Zeit“, der dafür sorgt, dass alle Realitäten friedlich nebeneinander existieren können und das Multiversum stabil bleibt. Er hält die einzelnen Realitätsfäden in der Hand und formt damit Yggdrasil, den Weltenbaum.
- Die namensgebende Maske in der US-amerikanischen Filmkomödie mit Jim Carrey aus dem Jahr 1994 „Die Maske“ stellt Loki dar.
- In Neil Gaimans Buch American Gods spielt Loki eine zentrale Rolle.[24] Auch in Gaimans Comic-Serie Sandman kommt er in einigen Handlungsbögen vor.[25]
- Im Videospiel God of War (2018) und dessen Fortsetzung God of War Ragnarök (2022) spielt Loki eine tragende Rolle.

## Varia
Die Tiefsee-Hydrothermalquelle Lokis Schloss (Loki's Castle  73,55° N, 8,15° O), ein sog. „Schwarzer Raucher“ sowie das dort in der Nähe entdeckte Archaeenphylum Lokiarchaeota wurden nach Loki benannt.
2023 wurde der neu in Montana, USA gefundene gehörnte Dinosaurier Lokiceratops rangiformis („Lokis gehörntes Gesicht, das wie ein Karibu aussieht“) nach Loki benannt.

## Siehe auch

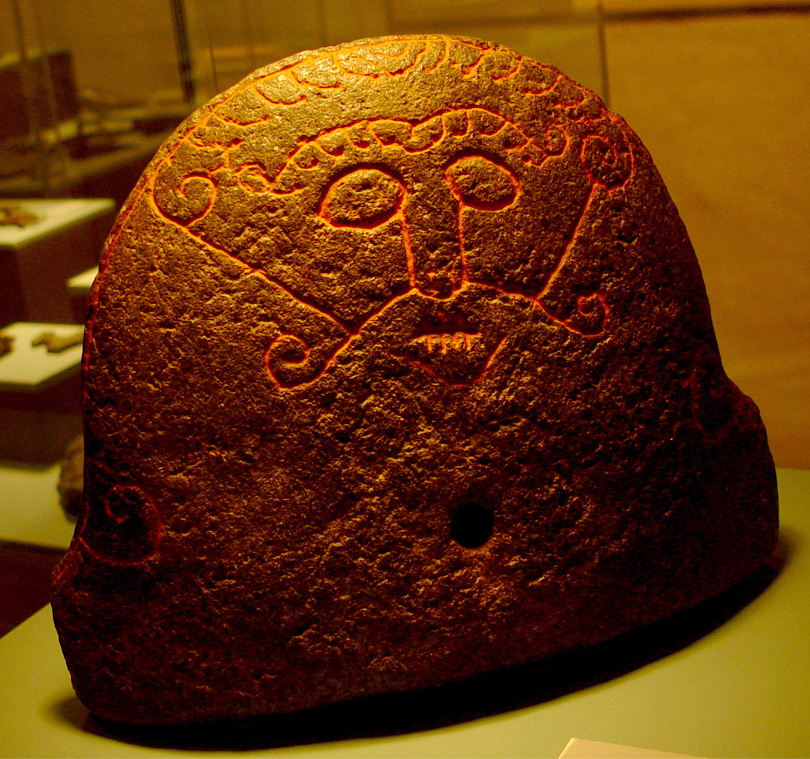
Snaptunstein

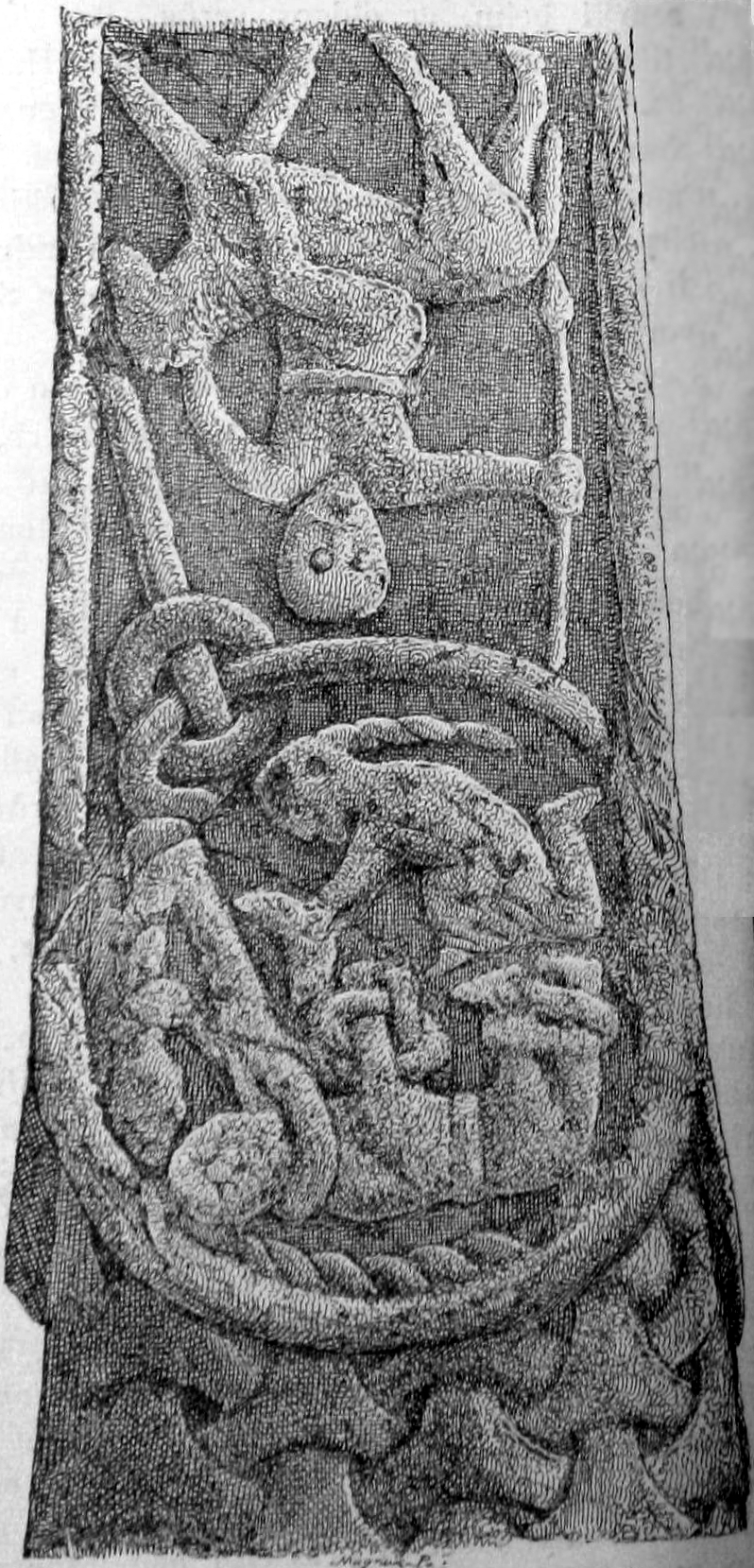
Womöglich der gefesselte Loki und seine Frau Sigyn. Detail eines angelsächsischen Steinkreuzes aus dem 9./10. Jahrhundert, Gosforth (Cumbria).